# Nam Duck-woo
Nam Duck-woo (* 22. April 1924 in Seoul; † 18. Mai 2013 ebenda) war ein südkoreanischer Politiker. Von 1980 bis 1982 war er der 14. Premierminister Südkoreas.

## Leben
Nam wurde in einem Seouler Vorort geboren. Nach einem Bachelor of Arts in Politikwissenschaft 1950 an der Kookmin University arbeitete er bei der Bank von Korea. 1954 nahm er seine akademische Karriere wieder auf und machte 1956 einen Master in Wirtschaftswissenschaft an der Seoul National University und 1961 einen Ph.D. in Wirtschaftswissenschaften an der Oklahoma State University in Stillwater. Er war Professor für Wirtschaftswissenschaften an der Sogang University, bevor er von Park Chung-hee in die Politik geholt wurde.
1969 wurde er im Alter von 45 Jahren jüngster Finanzminister in der Geschichte Südkoreas und blieb dies fünf Jahre lang. Er gilt als zentrale Figur während der rasanten wirtschaftlichen Entwicklung Südkoreas. Von 1974 bis 1978 war er stellvertretender Ministerpräsident, der für die Wirtschaftspolitik bei der industriellen Entwicklung Südkoreas zuständig war. Im September 1980 wurde er unter dem Präsidenten Chun Doo-hwan Premierminister, zuerst geschäftsführend und ab dem 22. September regulär. Anfang 1982 wurde er in dieser Position von Yoo Chang-soon abgelöst. 1983 wurde er Leiter der Korea International Trade Association (KITA), was er bis 1991 blieb.
Danach war er unter anderem als Politikberater tätig und beriet vor der Präsidentschaftswahl im Jahr 2007 die Tochter von Park Chung-hee, Park Geun-hye, die seit 2013 Präsidentin Südkoreas ist. 2007 unterlag sie allerdings noch in der parteiinternen Vorwahl gegen Lee Myung-bak.
2009 wurde ihm der japanische große Orden der Aufgehenden Sonne am Band verliehen.
Am 18. Mai 2013 verstarb er im Alter von 89 Jahren an Hodenkrebs.

## Privates
Nam war verheiratet und hatte drei Kinder.